# اجلت رو بخون!
اجلت رو بخون! (انگلیسی: Going Bye-Bye!) فیلمی در ژانر کمدی و زوج هنری به کارگردانی چارلی راجرز است که در سال ۱۹۳۴ منتشر شد.

## بازیگران
- استن لورل
- اولیور هاردی
- می بوش
- والتر لانگ
- سام لافکین
- بالدوین کوک
- مرداک مک‌کواری
- تاینی سندفورد
- اِلینور وَندِرویر
- هری دانکینسون
- لستر دُر